# Juan Bautista Conti
Conde Giambattista o Juan Bautista Conti (Lendinara, 1741 - íd., 1820) fue un poeta, traductor e hispanófilo véneto del Illuminismo o Neoclasicismo.

## Biografía
Tras doctorarse en leyes en Padua, viajó mucho, en particular por España, aprendiendo la lengua e instruyéndose en literatura española. Por sus obras y escritos fue llamado a tomar parte en la Real Academia Española. Llegó a Madrid en 1769 acompañando a su tío Antonio Conti, casado con Isabel Bernascone, que servía en el regimiento de guardias de corps; volvió a Italia con motivo de la muerte de su padre y retornó a Madrid junto con su hermano Silvio, que trabajó en la marina de guerra española; allí estuvo intermitentemente breves períodos, durante los reinados de Carlos III y Carlos IV, siendo asiduo, con otro hispanófilo napolitano, el dramaturgo Pietro Napoli Signorelli (1731 - 1815), de la tertulia de la Fonda de San Sebastián, donde entabló una gran amistad con Nicolás Fernández de Moratín (vivían en el mismo edificio), cuyos gustos encaminó hacia el Neoclasicismo. La hija de su tío, Sabina Conti y Bernascone, fue el primer amor de Leandro Fernández de Moratín, pero esta lo rechazó y se casó más tarde con Giambattista.
Tradujo a los mejores poetas españoles al italiano, por ejemplo la Égloga primera de Garcilaso de la Vega, en edición bilingüe sufragada por el poeta toledano Casimiro Gómez Ortega (1741-1818), a quien había conocido en Italia, y, animado por el embajador de Venecia Francesco Pésaro y por Floridablanca, que le dio el plan de la obra, realizó la Colección de poesías castellanas traducidas en verso toscano, e ilustradas por el Conde D. Juan Bautista Conti (Madrid, Imprenta Real, 1782-1790), cuatro tomos en cuarto, donde se apercibe su preferencia por los autores del Renacimiento; la obra iba a constar, además de estos volúmenes consagrados a la lírica, de una segunda parte destinada a fragmentos de épica, didáctica y cómica, y una tercera destinada a la dramática, pero solo quedó impresa la primera parte al serle retirada la subvención oficial, aunque tuvo una segunda edición ampliada en Padua, 1819. Cada autor se acompaña de biografía y los textos van anotados. También compuso una sentida elegía en italiano a la muerte del  Conde de Floridablanca. Luego se estableció definitivamente en 1785 en su pueblo natal de Lendinara, donde murió.

## Obras
- La Célebre écloga primera de Garcilaso de la Vega con su traducción italiana en el mismo metro por... Juan Bautista Conti; la da á luz con el prólogo, resumen de la vida del poeta y algunas observaciones... Casimiro Gómez Ortega, Madrid: Joaquín Ibarra, 1771.
- Colección de poesías castellanas traducidas en verso toscano, e ilustradas por el Conde D. Juan Bautista Conti (Madrid, Imprenta Real, 1782-1790), 4 vols. Segunda edición ampliada, Scelta di poesie castigliane tradotte in verso toscano del secólo XVI (Padova, 1819).